# 조밀 순서
순서론에서 조밀 순서(稠密順序, 영어: dense order)는 서로 다른 두 비교 가능 원소 사이에 항상 제3의 원소가 존재하는 부분 순서이다.

## 정의
집합 {\displaystyle X} 위의 부분 순서 {\displaystyle \leq }가 다음 조건을 만족시키면, 조밀 순서라고 한다.
- 임의의 {\displaystyle x,z\in X}에 대하여, 만약 {\displaystyle x<z}라면 {\displaystyle x<y<z}인 {\displaystyle y\in X}가 존재한다.

## 성질
유한 집합 위에는 자명한 순서 {\displaystyle x\leq y\implies x=y}가 아닌 조밀 순서가 존재하지 않는다.
두 개 이상의 원소를 갖는 집합 위의 정렬 순서는 조밀 순서가 아니다.

## 예
정수의 전순서는 조밀 순서가 아니다. 반면, 유리수의 전순서와 실수의 전순서는 조밀 순서이다.

## 같이 보기
- 조밀 집합